# Sassenheim
Ne doit pas être confondu avec Saasenheim, Sessenheim ou Sanem.
Sassenheim est un village situé dans la commune néerlandaise de Teylingen, dans la province de la Hollande-Méridionale. Le 1er janvier 2005, le village comptait 14 906 habitants.

## Histoire
Sassenheim a été une commune indépendante jusqu'au 1er janvier 2006. À cette date, elle fusionne avec Voorhout et Warmond pour former la nouvelle commune de Teylingen.

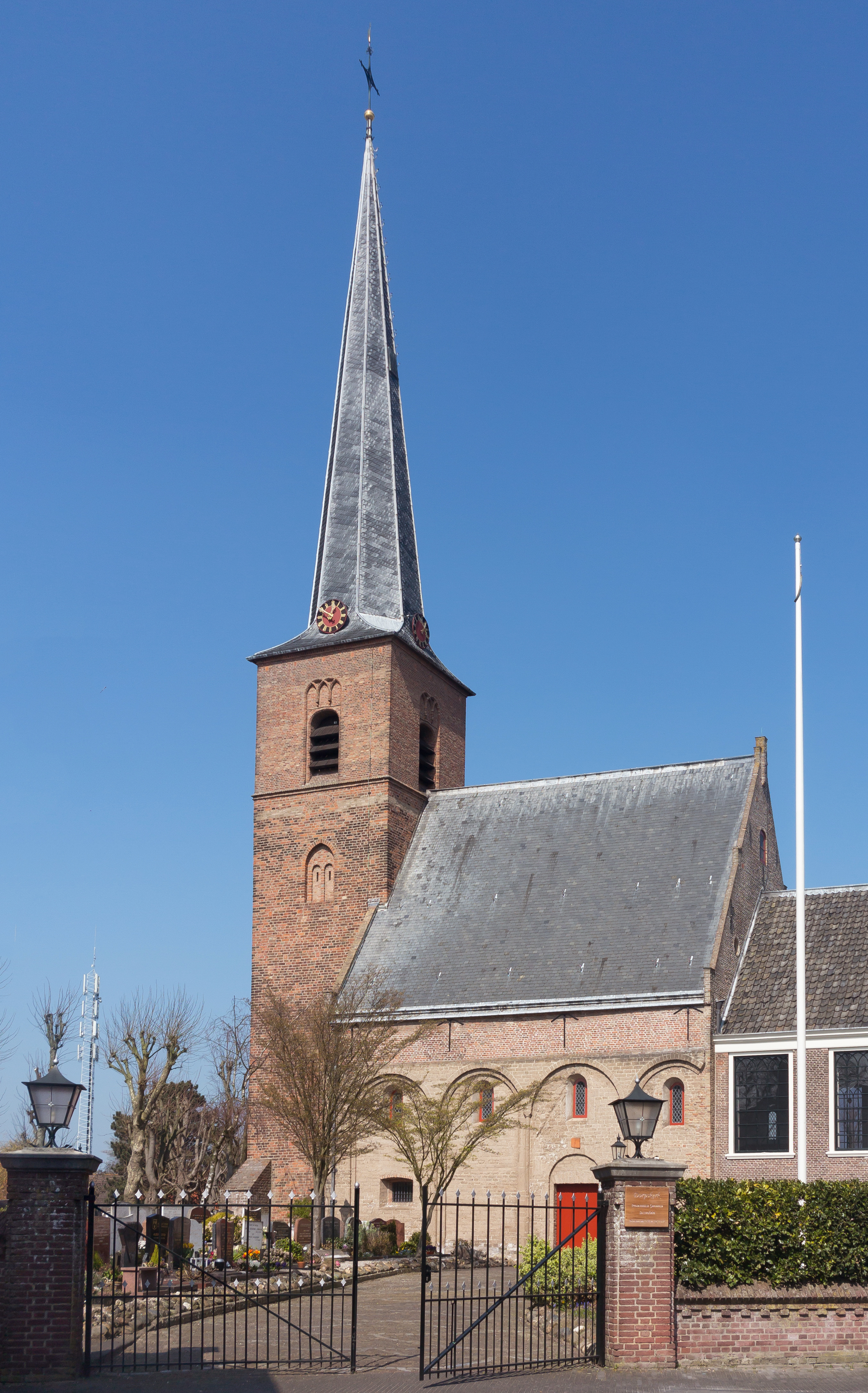
L'église : de Dorpskerk.

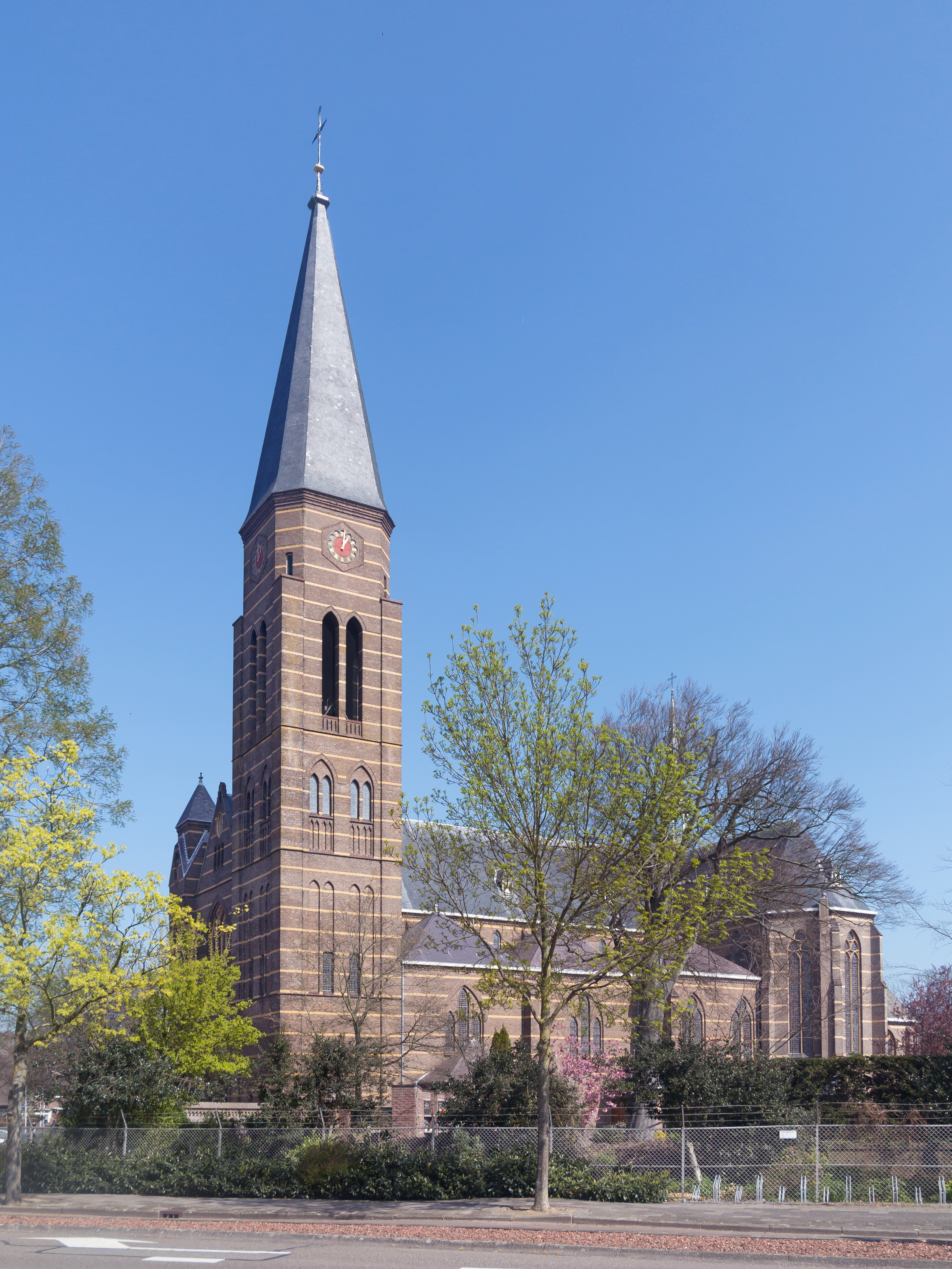
L'église : de Sint Pancratiuskerk.

## Sport
La ville compte un club de rugby, RC The Bassets, qui a évolué dans le championnat des Pays-Bas de rugby à XV.